# Микробный интеллект

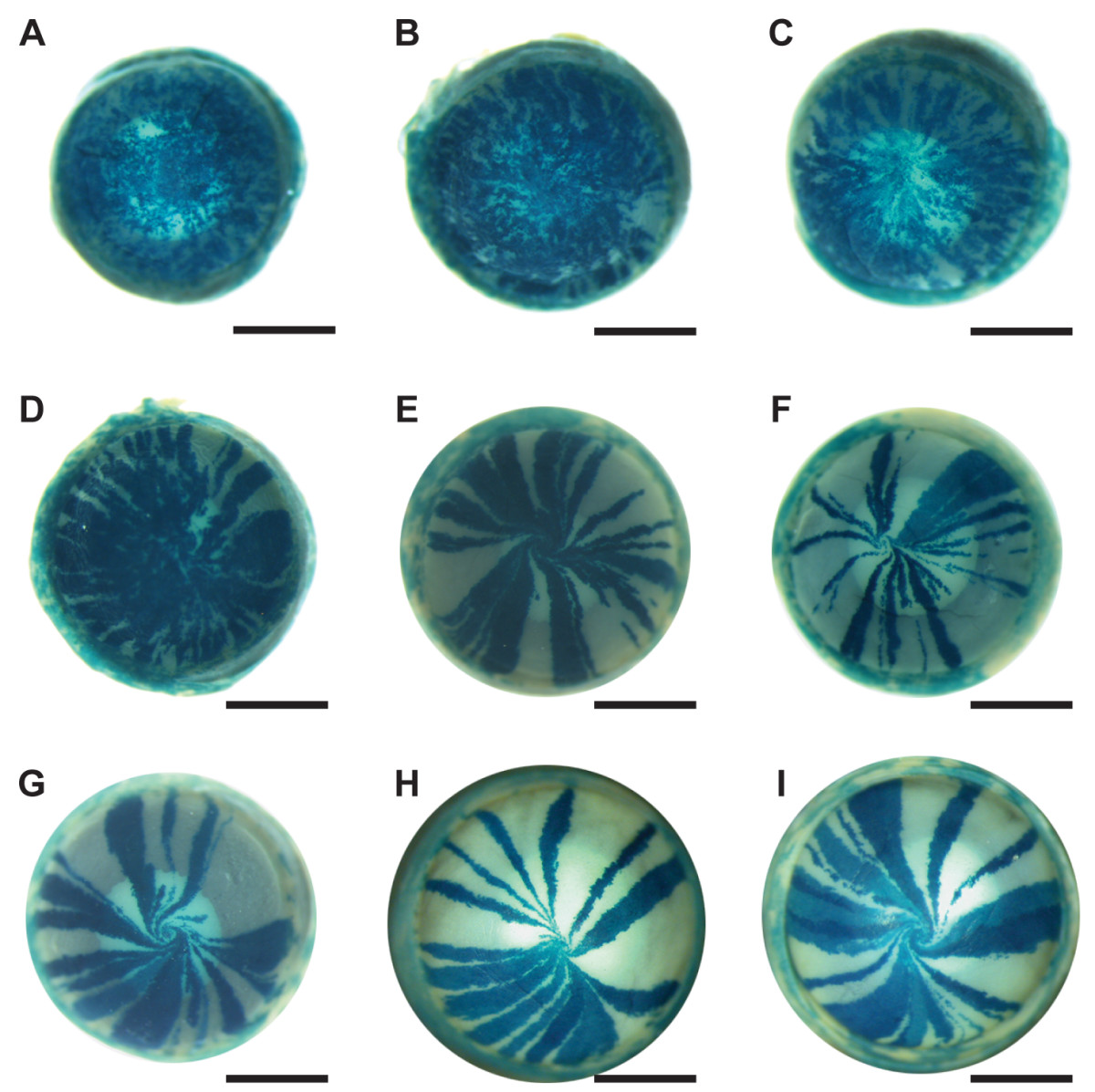
Самоорганизующийся рост клеток эпителия.

Микробный интеллект (также бактериальный интеллект) — концепция, рассматривающая определённые аспекты поведения микроорганизмов как интеллект. Эта концепция охватывает сложное адаптивное поведение, проявляемое отдельными клетками, а также альтруистическое или кооперативное поведение в популяциях подобных или непохожих клеток, опосредованное химической сигнализацией, которая вызывает физиологические или поведенческие изменения в клетках и влияет на структуры колоний.
Сложные клетки, такие как простейшие или водоросли, демонстрируют замечательные способности к самоорганизации в меняющихся обстоятельствах. Строительство раковины амебами демонстрирует сложные способности различения среды обитания и манипуляции своей средой, которые обычно встречаются только у многоклеточных организмов.
Даже бактерии могут проявлять более изощренное поведение как популяция. Такое поведение наблюдается в популяциях одного вида или в популяциях смешанных видов. Примерами являются колонии или т. н. «стаи» миксобактерий, чувство кворума и биопленки.
Было высказано предположение, что бактериальная колония слабо имитирует биологическую нейронную сеть. Бактерии могут принимать входные данные в виде химических сигналов, обрабатывать их, а затем производить выходные химические вещества, чтобы сигнализировать другим бактериям в колонии.
Коммуникация и самоорганизация бактерий в контексте сетевой теории была исследована исследовательской группой Эшеля Бен-Якоба в Тель-Авивском университете, которая разработала фрактальную модель бактериальной колонии и определила языковые и социальные модели жизненного цикла колонии.

## Примеры микробного интеллекта

### Бактерии
- Бактериальные биопленки могут возникать в результате коллективного поведения тысяч или миллионов клеток.[6]
- Биопленки, образованные Bacillus subtilis, могут использовать электрические сигналы (передача ионов) для синхронизации роста, чтобы самые внутренние клетки биопленки не голодали.[7]
- В условиях пищевого стресса бактериальные колонии могут организовываться таким образом, чтобы максимально увеличить доступность питательных веществ.
- Бактерии реорганизуются под действием антибиотиков.[8]
- Бактерии могут обмениваться генами (такими как гены, кодирующие устойчивость к антибиотикам) между членами колоний смешанных видов.[9][10][11][12]
- Отдельные клетки миксобактерий координируются, чтобы создавать сложные структуры или двигаться как социальные образования. Миксобактерии передвигаются и питаются совместно хищными группами, известными как стаи, с различными формами передачи сигналов.[6]
- Популяции бактерий используют чувство кворума, чтобы судить о своей плотности и соответственно изменять свое поведение. Это происходит при образовании биопленок, инфекционных заболеваниях и в световых органах кальмара Sepiolida.[6]
- Чтобы любая бактерия могла проникнуть в клетку хозяина, клетка должна отображать рецепторы, к которым бактерии могут прикрепляться и иметь возможность проникать в клетку. Некоторые штаммы E. coli способны проникать внутрь клетки-хозяина даже без присутствия специфических рецепторов, поскольку они приносят свой собственный рецептор, к которому они затем присоединяются и входят в клетку.
- При ограничении питательных веществ некоторые бактерии превращаются в эндоспоры, чтобы противостоять нагреванию и обезвоживанию.
- Огромный спектр микроорганизмов обладает способностью преодолевать распознавание иммунной системой, поскольку они меняют свои поверхностные антигены, так что любые защитные механизмы, направленные против ранее присутствующих антигенов, теперь бесполезны с вновь выраженными антигенами.
- В апреле 2020 сообщалось, что коллективы бактерий имеют рабочую память, основанную на мембранном потенциале. Когда ученые направили свет на биопленку бактерий, оптические отпечатки сохранялись в течение нескольких часов после первоначального стимула, поскольку облученные светом клетки по-разному реагировали на колебания мембранных потенциалов из-за изменений в их калиевых каналах.[13]

## Критика
С точки зрения этологии, интеллект - это способность к обучению, в то время как у бактерий их поведение - результат эволюции.